# Grand-Brassac
Grand-Brassac là một xã của Pháp, nằm ở tỉnh Dordogne trong vùng Aquitaine của Pháp.
Xã này có diện tích 31,74 km², dân số năm 2004 là 522 người. Xã Grand-Brassac nằm ở khu vực có độ cao trung bình 150 m trên mực nước biển.

## Thông tin nhân khẩu
Dưới đây là quá trình biến động nhân khẩu của Grand-Brassac từ năm 1962 đến năm 2004:
| Năm    | 1962 | 1968 | 1975 | 1982 | 1990 | 1999 | 2004 |
| ------ | ---- | ---- | ---- | ---- | ---- | ---- | ---- |
| Dân số | 814  | 676  | 609  | 528  | 488  | 489  | 522  |